# Língua crioula sanandresana
A língua  crioula sanandresana é uma língua crioula de base inglesa falada pela população raizal do departamento insular colombiano de Santo André, Providência e Santa Catarina. É muito semelhante às línguas crioulas belizenha, da Costa dos Mosquitos (Nicarágua), de Limón (Costa Rica), de Bocas del Toro e de Colón (Panamá). Caracteriza-se por seu vocabulário proveniente do inglês,  com uma fonética própria, e 7 a 10% de empréstimos do castelhano e de línguas africanas, principalmente das famílias cuá (axante, jeje, ibo), mende e mandinga.
Não é, no entanto, simplesmente um dialeto com fonética ou léxico diferenciados. O crioulo sanandresano possui construções gramaticais próprias e é uma língua diferente do inglês corrente.
Características gramaticais diferenciais desta língua crioula são:
1. Marca de tempo. O auxiliar wen (~ben~men) indica tempo anterior.
2. Atuam como marcas modais na oração dos auxiliares beg e mek, que são colocados no início da oração para indicar pedido ou permissividade.
3. Outras marcas de modalidade são colocados antes do verbo, seja para indicar probabilidade, maita, mos e mosi; futuro, como wi e wuda; obrigação, fi, hafi e shuda; potencial, kyan e kuda; ou desejo, niid, waan.
4. Doze marcas de aspecto também vêm antes do verbo: don (perfeito); stie (permansivo); staat (incoativo); stap (cesativo); ton (incoativo gradual); kom (progressivo); suun (iminente); gwain (prospectivo); doz (solitivo ou de costume); yuustu (solitivo anterior; de (durativo); get (incoativo perfeito).
5. A cópula da atributiva-equitativa na oração pode substituir o verbo ser ou estar (to be) e atua como auxiliar que precede a interrogação.
6. Os verbos estáticos ou de estado diferem o dinamismo em seu comportamento gramatical.
7. Não há distinção de gênero gramatical, levando a pronomes de terceira pessoa neutra, sigular im e plural dem.
8. O plural é marcada pela partícula dem depois do substantivo.
9. A morfossintaxe do crioulo sanandresano mostra a tendência da organização analítica, típica das línguas crioulas.

Em Santo André e Providência o crioulo é a língua oficial assim como o espanhol, de acordo com o artigo 10 da Constituição da Colômbia de 1991, o inglês também é língua oficial local. Tanto ali como no litoral atlântico nicaraguense a maioria dos falantes da língua crioula são trilíngues: falam além do inglês o castelhano. O inglês foi conservado nas igrejas para a leitura da Bíblia, o culto e os corais. A escola e a televisão por satélite atualmente ao alcance de muitas famílias, ajudou a reforçar mais uma vez o uso da língua entre os nativos. Além disso, a escola, a televisão e também a presença de imigrantes do continente e as atividades econômicas, políticas e administrativas tem estendido o espanhol, que é falado fluentemente por jovens raizais.